# Jrustalne
Jrustalne (en ucraniano: Хрустальне; en ruso: Хрустальное, romanizado: Jrustálnoye) es un asentamiento urbano ucraniano perteneciente al óblast de Lugansk. Situado en el este del país, hasta 2020 era parte del área municipal de Krasni Luch, pero hoy es parte del raión de Rovenki y del municipio (hromada) de Jrustalni .
El asentamiento se encuentra ocupado por Rusia desde la guerra del Dombás, siendo administrada como parte de la de facto República Popular de Lugansk y luego ilegalmente integrada en Rusia como parte de la República Popular de Lugansk rusa.

## Geografía
Jrustalne está 6 km al oeste de Jrustalni y 56 km al suroeste de Lugansk.

## Historia
Jrustalne se fundó en 1784. A mediados del siglo XIX se construyeron aquí 2 minas, a principios del siglo XX se construyeron 4 minas más.
Se elevó la localidad a la categoría de asentamiento de tipo urbano en 1938.
En abril de 2014, durante la guerra del Dombás, los separatistas prorrusos tomaron el control de Jrustalne y desde entonces está controlado por la autoproclamada República Popular de Lugansk.

## Demografía
La evolución de la población entre 1989 y 2022 fue la siguiente:
| 2152                                                          | 1469 | 1428 | 1355 | 1339 |
| (Fuente: Cities & Towns of Ukraine y UKRAINE: Größere Städte) |      |      |      |      |

Según el censo de 2001, la lengua materna de la mayoría de los habitantes, el 81,13%, es el ruso; del 18,87% es el ucraniano.

## Infraestructura

### Transporte
Jrustalne está a 5 km de la estación de tren de Jrustalni.